# All-Star Game LFB
Le All-Star Game LFB était un match annuel français de basket-ball confrontant une sélection des meilleures joueuses étrangères contre une sélection des meilleures joueuses françaises du championnat de France, puis opposant une équipe de l'ouest à une équipe de l'est. Créé en 1999 et librement inspiré du All-Star Game LNB, il a connu sa dernière édition en 2003.

## Historique
Organisé par la Ligue féminine de basket, l’instance professionnelle du basket-ball féminin français, un an après la création de la Ligue, le All-Star Game a d'abord laissé s’affronter les étrangères et les Françaises du championnat, puis une équipe de l’ouest à une équipe de l’est l'année suivante, avant un retour à la précédente formule en 2001. Pour ses deux dernières éditions, ce sont de nouveau les équipes de l'est et de l'ouest qui se sont affrontées.

## Palmarès
| Année | Lieu              | Résultat                            | MVP                                                                                       |
| 1999  | Mondeville        | Françaises battent Étrangères 79-56 | Cathy Melain (Bourges) (MVP française) Adrian Williams (Limoges ABC) (MVP étrangère)      |
| 2000  | Bordeaux          | Ouest bat Est 84-76                 | Laure Savasta (Tarbes) (MVP française) Cindy Blodgett (Villeneuve-d'Ascq) (MVP étrangère) |
| 2001  | Limoges           | Étrangères battent Françaises 77-73 | Allison Feaster (Valenciennes)                                                            |
| 2002  | Villeneuve-d'Ascq | Ouest bat Est 74-72                 | Edwige Lawson (Valenciennes)                                                              |
| 2003  | Besançon          | Est bat Ouest 94-80                 | Audrey Sauret (Valenciennes)                                                              |